# Martin Rueda
Martin Rueda (* 9. Januar 1963 in Zürich) ist ein schweizerisch-spanischer Fussballtrainer und ehemaliger Fussballspieler. In der Saison 2012/13 trainierte er den Schweizer Super-League-Verein BSC Young Boys. Seine früheren Stationen als Trainer waren der FC Wohlen, FC Winterthur, FC Aarau, FC Lausanne-Sport sowie das U-16- und U-18-Team des Grasshopper Clubs Zürich. Nach Triumphen gegen FK Borac Banja Luka (2. Qualifikationsrunde), Randers FC (3. Qualifikationsrunde) und Lokomotiv Moskau (Barrage) qualifizierte sich Rueda 2010/11 mit Lausanne-Sport für die Gruppenphase. Dort trafen sie auf ZSKA Moskau, US Palermo und auf Sparta Prag. Lausanne-Sport schied am Ende der Gruppenphase als Gruppenletzter mit einem einzigen Punkt aus.
Rueda führte die Mannschaft zum Aufstieg in die Axpo Super League. 2012 wechselte er zu den BSC Young Boys Bern. Nach einer langen Reihe ungenügender Auftritte der 1. Mannschaft wurde Martin Rueda am 7. April 2013 bei YB entlassen.
Als Spieler war Rueda für den Grasshopper Club Zürich, FC Wettingen, FC Luzern und Neuchâtel Xamax tätig. Er wurde in fünf Spielen der Schweizer Nationalmannschaft eingesetzt. Bei der Fussball-Weltmeisterschaft 1994 gehörte er zum Schweizer Aufgebot.
Martin Rueda spricht auch Dänisch.